# MÁV 490 sorozat
A 490 sorozatú gőzmozdony egy Magyarországon tervezett, 4 tengelyes kisvasúti szertartályos gőzmozdony típus.

## Gyártásának előzményei és kezdete
Magyarországon – hasonlóan a szomszédos országokhoz – a normál nyomtávolságú vasutakat számos helyen pótolták keskeny nyomtávolságú vasutakkal. Ezeknek a vonalaknak az építése olcsóbb volt, és olyan helyeken is ki lehetett építeni pályáikat, ahol normál nyomtávolságú vasutak építése a nagy emelkedő, vagy kis sugarú ívek miatt nem volt lehetséges.
A MÁV Gépgyár (később Magyar Királyi Állami Vasgyárak, majd MÁVAG) 1905-ben kezdett hozzá a keskeny nyomközű vasutak akkor legkorszerűbb gőzmozdonyának gyártásához. Ez a mozdony a 70. gyári szerkezetszámú típus, a gyár legsikeresebb keskenynyomtávú típusa volt. A 70. szerkezetszámú mozdonyokból 1905-1950 között összesen 142 darab készült több változatban. Ezeknek csaknem a felét a MÁV részére, a többit pedig exportra gyártották. Kezdetben a MÁV a XXIc osztályba, 1911-től a 490 sorozatba osztotta őket. Igen nagy számban közlekedtek a mai Románia erdei vasútjain is.

## A mozdony szerkezeti felépítése

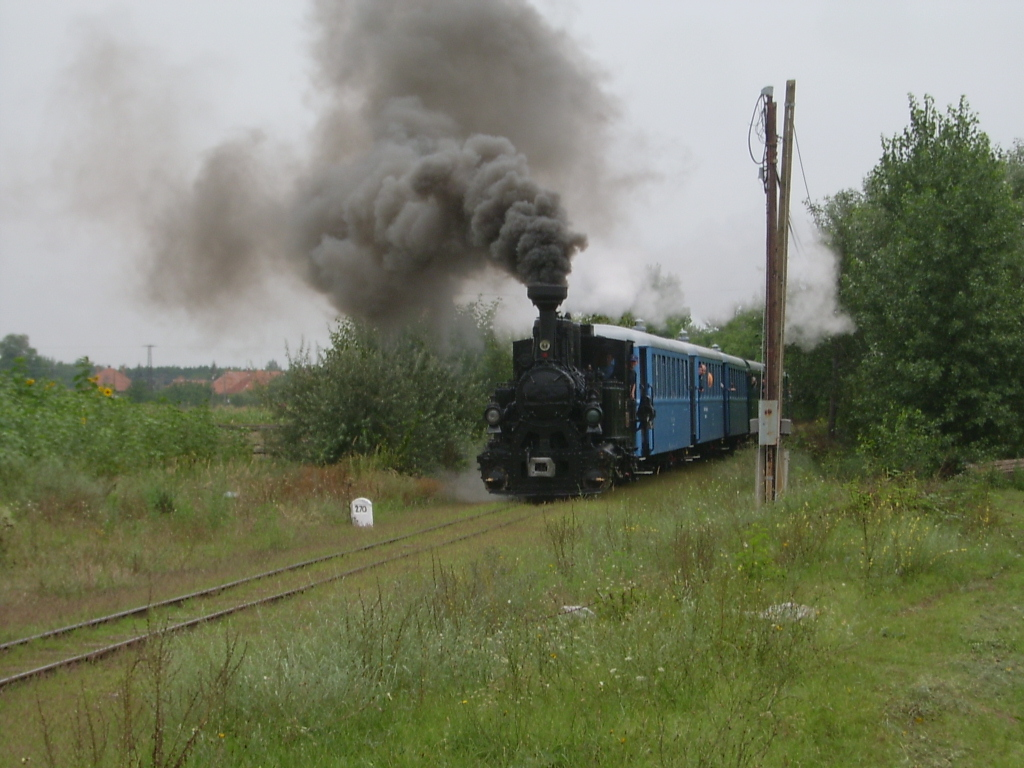
A "Bugaci Kispöfögő" a Kecskeméti Kisvasút napján, 2006-ban

A 70 típus futótengely nélküli négycsatlós, szertartályos, telített gőzzel üzemelő mozdony volt – azaz az ikerhengeres gépezet a mozdony valamennyi tengelyét hajtotta –, belsőkeretes, kazánja alkalmas szén és fafűtésre. A jobb kanyarfutás érdekében a szélső kerékpárok Klien–Lindner–Hohlachsen kiképzésűek voltak. Eredetileg a mozdony síktolattyúkkal készült, és Stephenson vezérlésű volt. Az 1942-től gyártott mozdonyok hengeres tolattyúval és Heusinger vezérlésművel készültek.
A mozdony kéthengeres gőzgépe mind a négy kerékpárt hajtja. Kazánja olyan kialakítású, hogy benne nem csupán szénnel, hanem (például az erdei vasutaknál) sokkal gazdaságosabb fával is lehessen benne tüzelni.

## A 490,2 sorozatú mozdonyok
Az 1990-es–2000-es években több magyarországi kisvasút vásárolt a 490-es sorozathoz rendkívül hasonló kivitelű gőzmozdonyt Romániából. Ezek többségét Resicán gyártották. Érdekesség, hogy a 490-es sorozat alapján Romániában még az 1980-as években is gyártottak gőzmozdonyt, mert az erdei vasutaknál bőségesen rendelkezésre álló fa miatt gazdaságosabbnak bizonyult az üzemeltetésük. A rendszerváltozás után azonban ezek az erdei vasutak nagyrészt bezártak, a munka nélkül maradt gőzmozdonyokat pedig külföldre adták el.

## 490-es és 490,2-es sorozatú mozdonyok Magyarországon

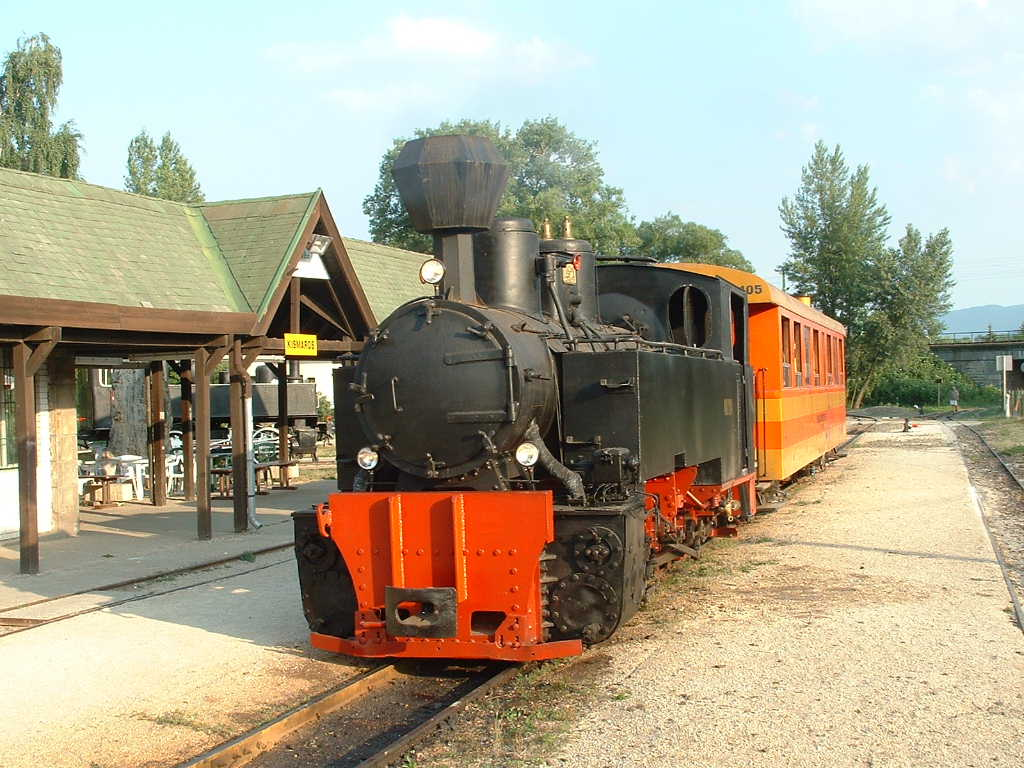
490,2 sorozatú mozdony (Resiţa) a Királyréti Erdei Vasúton

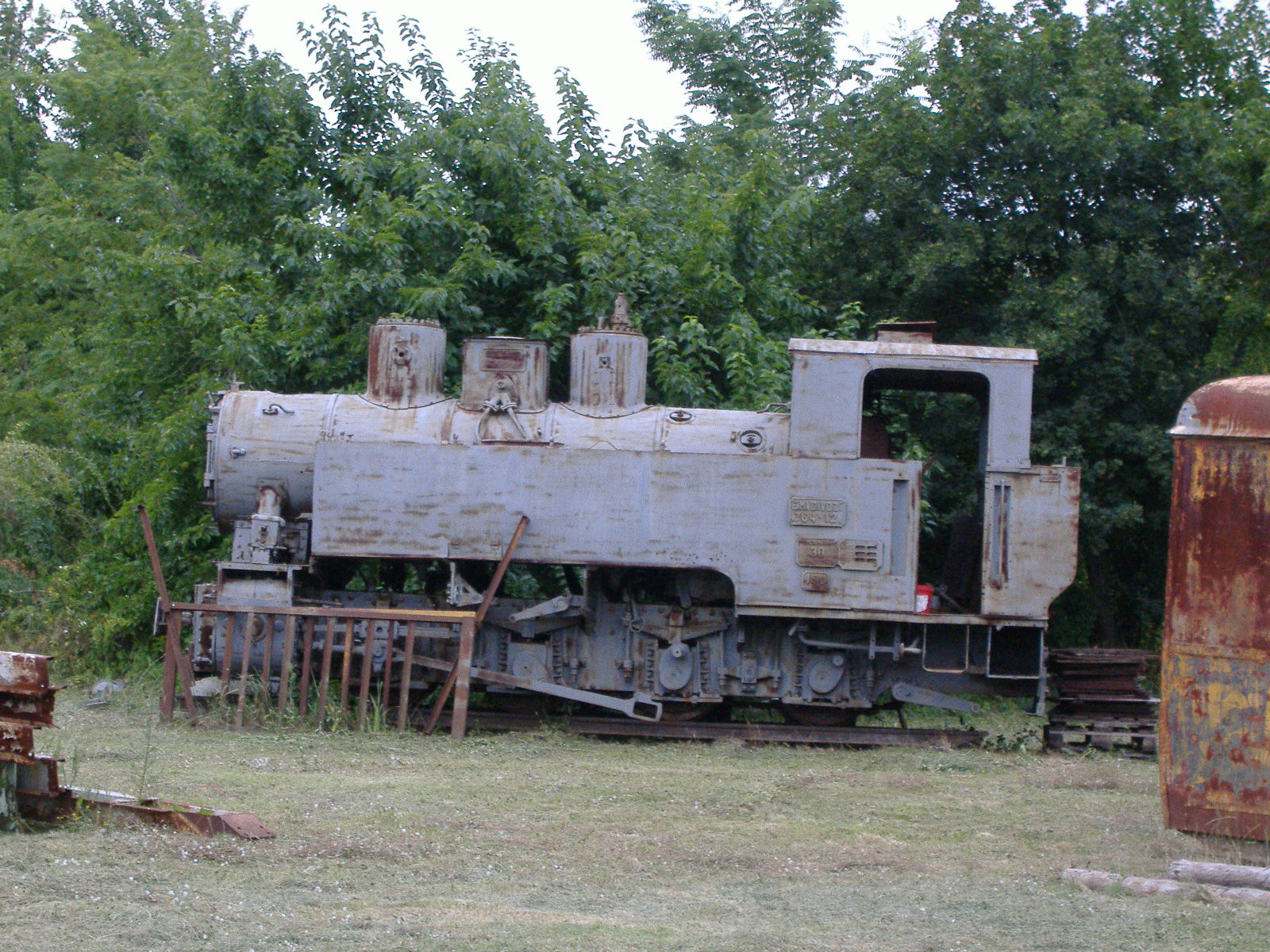
Romániából érkezett mozdony Békéscsabán tárolva (E.M.VOIVOZI 764-12)

Bár a típus nagyon jól bevált, mára mégis viszonylag kevés maradt belőlük. Magyarországon a 60-as években szinte a teljes keskenynyomtávú vasúthálózaton átálltak a gazdaságosabb dízelvontatásra. Romániában azonban a 60-as években újra nagy számban alkalmazták – sőt Resicán még a nyolcvanas években is gyártottak a 70-es típushoz nagyon hasonló mozdonyt.
A 490-esek ma már Magyarországon csak néhány helyen üzemelnek nosztalgiaüzemben:
- A 490,039 "Lajos bácsi" néven 1973-2004 között a Hűvösvölgyi álloméson volt kiállítva, majd 2005-2007 között az Istvántelki Főműhelyben felújították, majd újra üzembe helyezték a Széchenyi-hegyi Gyermekvasúton.[1]
- Ugyanitt üzemel a 490,056, amely 2000-ig a Balatonfenyvesi Gazdasági vasútnál szolgált. 2000-ben került a Gyermekvasút állományába.
- A 490,053 "Bugaci Kispöfögő" ("Bugacer Schnauferl") néven a Kecskeméti kisvasúton üzemelt. 2008-ban lejárt a kazánvizsgája és a kiskunsági vasútüzem bezárását követően a Balatonfenyvesi Gazdasági Vasút fűtőházába állomásították át, ahol a 2023-as felújítása óta nosztalgiameneteket továbbít.

A további 490-esek helyét és állapotát a táblázatok tartalmazzák.

### 490,2 sorozatú mozdonyok
| Pályaszám            | Gyártási adat | Hely                         | Állapot            |
| -------------------- | ------------- | ---------------------------- | ------------------ |
| 490,2001 "Karácsony" | Regh 603/984  | Kaszói Állami Erdei Vasút    | Kazánvizsga lejárt |
| 490,2002 "Ábel"      | Res 1199/956  | Csömödér Állami Erdei Vasút  | Üzemel             |
| 490,2003 "Rezét"     | Res 1676/954  | Gemenci Állami Erdei Vasút   | Üzemel             |
| 490,2004 "Morgó"     | Res 953/951   | Királyréti Erdei Vasút       | Üzemel             |
| 490,2005 "Gyöngyi"   | Res 1682/954  | Gyöngyös Mátravasút          | Üzemel             |
| E.M.VOIVOZI 764-12   | Res 1442/953  | Debrecen, Energoszerviz kft. | Szobormozdony      |

Res : Resica
Regh : Szászrégen
Az E.M.VOIVOZI 764-12-pályaszámú gőzmozdonyt a Békéscsabai önkormányzat vásárolta az 1. Alföldi gazdasági vasút emlékére. Eredetileg a Békéscsabai Trianon emlékmű helyére szerették volna kiállítani. Kiállítása továbbra is bizonytalan volt ugyanis a mozdony számos alkatrészét ellopták. 2020-ban az Energoszervíz Kft. vásárolta meg, rendbetétele és a kiállításra való előkészítése jelenleg is zajlik.

### További megőrzött 490-esek
| Pályaszám                  | Gyártási adat | Hely                                | Állapot       |
| -------------------------- | ------------- | ----------------------------------- | ------------- |
| 490,039 "Lajos bácsi"      | Bp 5260/1942  | MÁV Gyermekvasút                    | Üzemel        |
| 490,041                    | Bp 5262/1942  | Szombathely, MÁV Igazgatóság        | Szobormozdony |
| 490,053 "Bugaci Kispöfögő" | Bp 5274/1942  | MÁV Balatonfenyves                  | Üzemel        |
| 5 "Imre"                   | Bp 5276/1942  | Gánt, Bauxitbányászati Múzeum       | Szobormozdony |
| 490,056                    | Bp 5848/1950  | MÁV Gyermekvasút                    | Üzemel        |
| 490,057                    | Bp 5849/1949  | Nagycenk Múzeum                     | Szobormozdony |
| 490,058                    | Bp 5850/1950  | Ópusztaszer Nemzeti Emlékpark       | Szobormozdony |
| "Győző"                    | Bp 5855/1949  | Bakonycsernye, Bányászati kiállítás | Szobormozdony |

(a teljesség igénye nélkül)
| Pályaszám    | Gyártási adat | Hely                                      | Állapot       | Megjegyzés           |
| ------------ | ------------- | ----------------------------------------- | ------------- | -------------------- |
| CFF 764-222  | Bp 2619/1910  | FIM Freiland (Ausztria)                   | Szobormozdony | -                    |
| CFF 764-243  | Bp 2832/1911  | Kulturális Egyesület Steinberg (Ausztria) | Szobormozdony | Felújítását tervezik |
| CFF 764-313  | Bp 4680/1922  | Vişeu de Sus (Felsővisó, Románia)         | Szobormozdony | -                    |
| ČSD U46.901  | Bp 5277/1942  | Čierny Balog (Feketebalog, Szlovákia)     | Szobormozdony | -                    |
| ČSD U46.902  | Bp 5278/1942  | Pribylina (Szlovákia)                     | Szobormozdony | -                    |
| 55-99        | Bp 5599/1947  | Banovici (Bosznia-Hercegovina)            | Szobormozdony | -                    |
| 58-42 "Guma" | Bp 5842/1949  | Grosuplje (Szlovénia                      | Szobormozdony | -                    |
| CFF 764-348  | Bp 5859/1949  | Lapuşna (Laposnyatelep, Románia)          | Kiállítva     | Sorsa bizonytalan    |
| CFF 764-355  | Bp 5862/1949  | Vişeu de Sus (Felsővisó, Románia)         | Elbontva      | -                    |

## Fordítás
- Ez a szócikk részben vagy egészben  a   MÁV XXIc című német Wikipédia-szócikk fordításán alapul.  Az eredeti cikk szerkesztőit annak laptörténete sorolja fel. Ez a jelzés csupán a megfogalmazás eredetét és a szerzői jogokat jelzi, nem szolgál a cikkben szereplő információk forrásmegjelöléseként.